# Bobačka (jaskinia)
Bobačka – jaskinia krasowa w Krasie Murańskim w Wewnętrznych Karpatach Zachodnich na Słowacji. Największa jaskinia Płaskowyżu Murańskiego: długość poznanych korytarzy wynosi 3036 m, głębokość jaskini – 142 m.

## Położenie
Jaskinia znajduje się w południowo-wschodnich zboczach Płaskowyżu Murańskiego, w zamknięciu krótkiej dolinki (również nazywanej Bobačka), stanowiącej źródlisko niewielkiego potoku (Hutský potok). Leży na terenie katastralnym wsi Muránska Huta, ok. 0,5 km na północny zachód od ostatnich zabudowań.

## Geologia i morfologia
Bobačka jest typową jaskinią fluwiokrasową, powstałą w warunkach krasu płaninowego. Charakteryzują się one bogatą i urozmaiconą szatą naciekową oraz unikatowymi formami erozji skał wapiennych. Jaskinia posiada aktywny tok wodny z licznymi wodospadami, jeziorkami i syfonami, uchodzący na zewnątrz w wywierzysku zwanym również Bobačka. Wiele śladów wskazuje na to, że tę wielką i rozbudowaną przestrzennie jaskinię mógł formować źródłowy tok Hronu.

## Flora i fauna
Jaskinia jest schronieniem 13 gatunków nietoperzy, zwłaszcza podkowca małego (Rhinolophus hipposideros) i nocka dużego (Myotis myotis). Regularnie zimuje tu także po kilka osobników podkowca dużego (Rhinolophus ferrumequinum) i mopka zachodniego (Barbastella barbastellus). Występuje tu kilka gatunków skoczogonków oraz dwa gatunki dwuparców (endemity zachodniokarpackie).

## Dzieje poznania
Wstępne części jaskini były znane miejscowej ludności od dawna. Pierwsza wzmianka pisemna o jaskini pochodzi z roku 1787. W latach międzywojennych dostępne wówczas jej korytarze spenetrowali członkowie oddziału bańskobystrzyckiego Towarzystwa Karpackiego. Dalsze fragmenty ciągu jaskiniowego odkryli speleolodzy dopiero w roku 1972, pokonując metodą nurkowania syfony w starej części jaskini. Udało się również potwierdzić łączność jaskini z ponorem na Mokrej poľane. Do końca XX w. długość poznanych korytarzy jaskini wzrosła do 2191 m.

## Ochrona jaskini
Jaskinia leży na terenie Parku Narodowego Płaskowyż Murański. W 2001 r. została objęta ochroną jako narodowy pomnik przyrody (słow. Národná prírodná pamiatka Bobačka). Nie jest dostępna do zwiedzania, a przepływający nią tok wodny jest wykorzystywany w ujęciu wody dla wsi Muránska Huta.